# Lambeg
 (janvier 2020).
Si vous disposez d'ouvrages ou d'articles de référence ou si vous connaissez des sites web de qualité traitant du thème abordé ici, merci de compléter l'article en donnant les références utiles à sa vérifiabilité et en les liant à la section « Notes et références ».
 (janvier 2020).
Améliorez-le ou discutez des points à vérifier. 

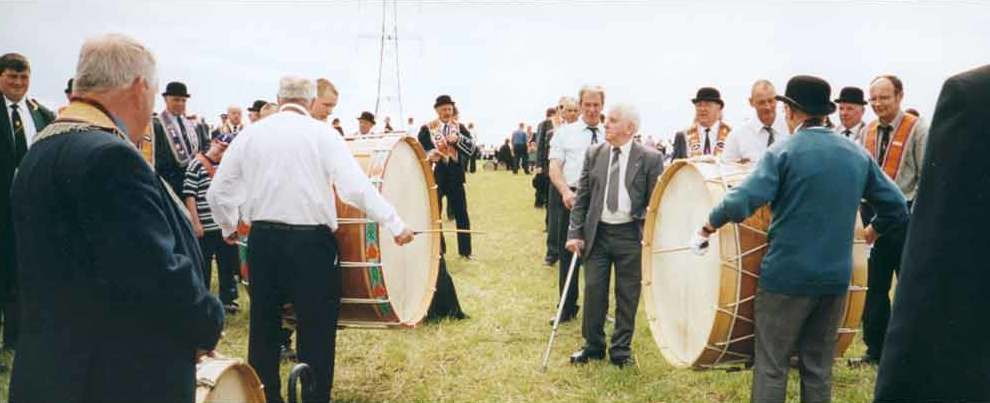
Lambeg Drum, 2002.

Le tambour lambeg est un tambour cylindrique irlandais à deux peaux lacées, similaire aux grosses caisses et généralement tenu verticalement comme elles. Il est utilisé le plus souvent pendant les marches en Irlande du Nord, surtout par l'Institution d'Orange. Il fait partie des instruments acoustiques qui produisent les sons les plus puissants du monde[réf. nécessaire], puisque le son du tambour lambeg peut atteindre plus de 120 dB.